# Aberdeen (film)
Aberdeen è un film del 2000 diretto da Hans Petter Moland.